# Référendums néo-zélandais de 2015-2016
Deux référendums se tiennent en Nouvelle-Zélande entre novembre 2015 et mars 2016. Leur objectif est de permettre à la population de choisir le drapeau national. Le premier référendum fait adopter un nouveau drapeau parmi différents choix proposés par un comité, et le second permet de mettre en concurrence ce choix avec le drapeau actuel. Finalement, les Néo-Zélandais votent à 56,6 % pour conserver le drapeau existant.

## Historique
Le drapeau néo-zélandais adopté en 1902 est dérivé du Blue Ensign britannique, avec une représentation de la Croix du Sud par des étoiles rouges. Depuis les années 1960, plusieurs propositions de changement ont été mises en avant, mais les sondages ont toujours indiqué qu'une majorité de Néo-Zélandais souhaitaient conserver leur drapeau existant. En 1983 Friedensreich Hundertwasser, artiste autrichien vivant en Nouvelle-Zélande, crée l'une des propositions restées les plus populaires depuis : le drapeau au koru vert (le koru étant le nom maori de la fronde  de la fougère argentée jeune en train de se dérouler). En 1998, la ministre de la Culture Marie Hasler propose que soit adopté le drapeau à la fougère argentée. La Première ministre Jenny Shipley soutient cette idée, mais perd les élections l'année suivante. En 2004, l'organisation NZflag.com est créée et fait campagne pour un nouveau drapeau. Elle tente en vain de recueillir les 270 000 signatures nécessaires pour enclencher par pétition un référendum.

Le drapeau adopté en 1902, représentant la Croix du Sud et le lien avec le Royaume-Uni.
Le drapeau au koru vert (Friedensreich Hundertwasser, 1983).

## Contexte et processus
La proposition est initiée par le Premier ministre John Key, qui indique avant sa réélection lors des législatives de septembre 2014 qu'il souhaiterait un nouveau drapeau. John Key, bien que monarchiste, souhaiterait un drapeau dénué du symbole britannique, afin de mieux refléter le statut de la Nouvelle-Zélande « en tant que nation moderne et indépendante ».
Favorable à titre personnel au drapeau à la fougère argentée ou bien à la proposition de Kyle Lockwood (option E), Key annonce une consultation populaire en plusieurs étapes. En mars 2015, le Parlement adopte la législation nécessaire à la tenue de deux référendums. Le 5 mai 2015, le gouvernement ouvre aux citoyens la possibilité, jusqu'au 16 juillet, d'envoyer leurs propositions pour un nouveau drapeau, propositions affichées en-ligne pour que chacun puisse les consulter. En septembre 2015, un comité de douze personnes sélectionne et retient quatre de ces propositions. Ce comité, nommé par les députés de tous les partis représentés au Parlement, inclut des universitaires, des chefs d'entreprise, l'ancien chef des forces armées le lieutenant-général Rhys Jones (en), ou encore deux athlètes de haut niveau (la championne olympique de lancer de disque Beatrice Faumuina et l'ancien All Black Sir Brian Lochore). Les quatre drapeaux potentiels ainsi retenus sont soumis aux citoyens par référendum en décembre 2015. La proposition préférée des Néo-Zélandais est soumise à un second référendum en avril 2016. Les Néo-Zélandais sont alors amenés à choisir entre conserver le drapeau actuel, ou bien adopter ce nouveau drapeau.

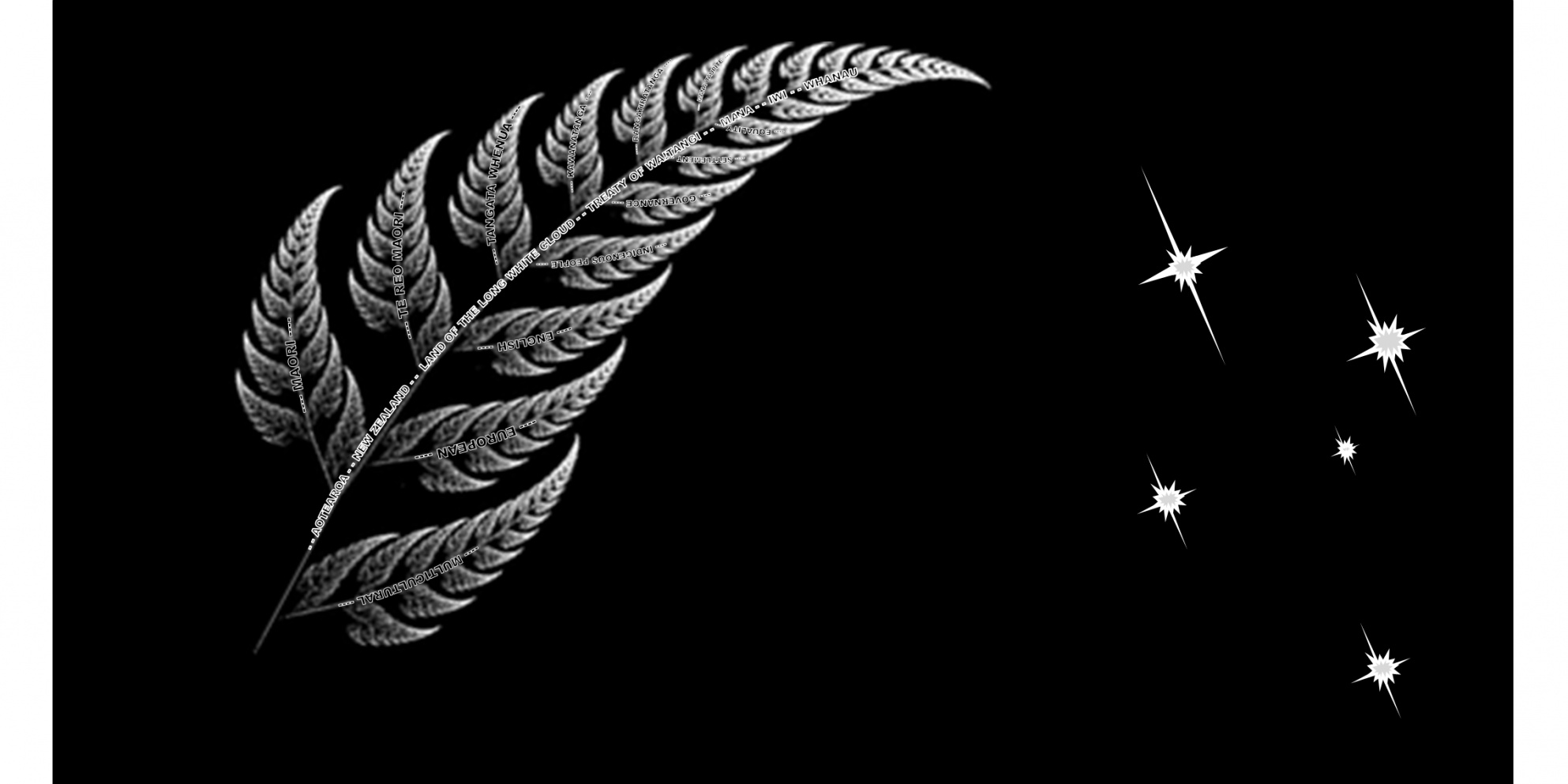
Exemple de proposition sérieuse envoyée par un internaute (Coatsworth, 2015).
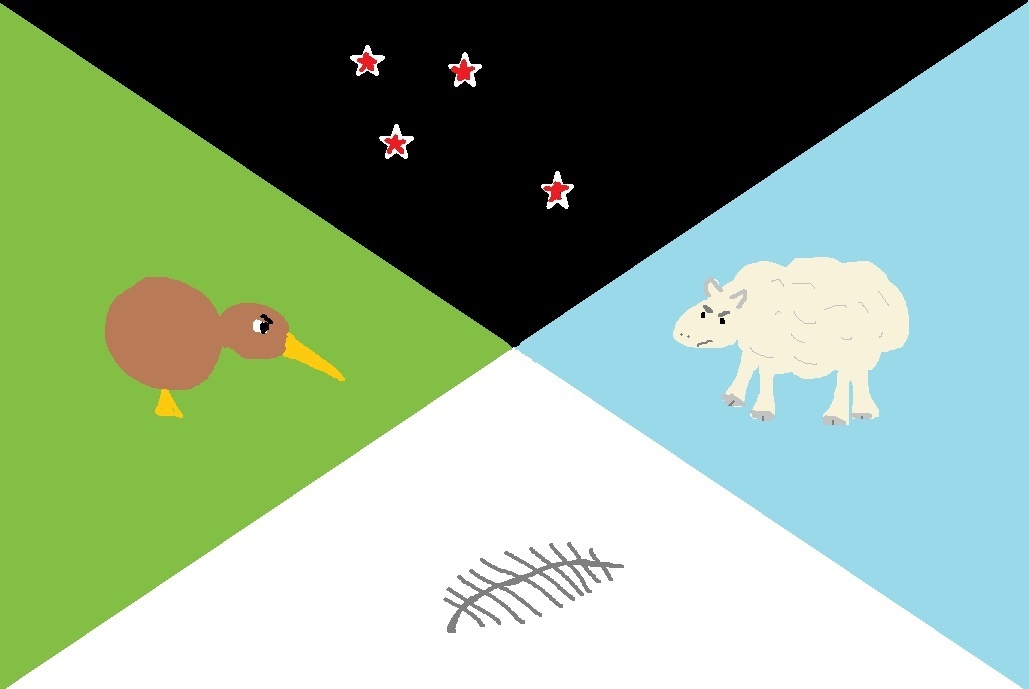
Exemple de proposition humoristique ou satirique envoyée par un internaute (Willis, 2015).

## Déroulement
En date du 1er juin 2015, les internautes envoient 2 424 propositions de nouveau drapeau, qu'elles soient sérieuses ou non. Les propositions humoristiques ou étranges (dépeignant « des moutons, des glaces, des arcs en ciel ou des rayons laser » - le drapeau du kiwi au laser) attirent l'attention des médias internationaux,,.
Au total, les internautes envoient 10 292 propositions. Le 1er septembre, le comité de sélection publie les quatre propositions qu'il a retenues. Deux sont de Kyle Lockwood : son célèbre drapeau bleu et rouge à la fougère argentée et incluant les étoiles de la Croix du Sud, et une version similaire mais bleue et noire. La troisième proposition, créée par Alofi Kanter, est un drapeau blanc et noir, représentant la fougère, mais sans la Croix du Sud. Le quatrième drapeau, par Andrew Fyfe, est un koru, blanc et noir,.
À la fin du mois de septembre, à la suite d'une « immense pression populaire », le gouvernement ajoute une cinquième option : le drapeau dit du « pic rouge », conçu par Aaron Dustin.
Les cinq propositions retenues pour la première étape du référendum sont donc :

Option A (Kyle Lockwood, fougère).
Option B (Aaron Dustin, pic rouge).
Option C (Andrew Fyfe, koru).
Option D (Alofi Kanter, fougère).
Option E (Kyle Lockwood, fougère).

Le premier référendum s'ouvre le 20 novembre 2015. Les citoyens ont alors jusqu'au 11 décembre pour envoyer leur bulletin, par voie postale exclusivement.
Le second référendum se déroule du 3 au 24 mars 2016, par voie postale.

## Prises de position et sondages

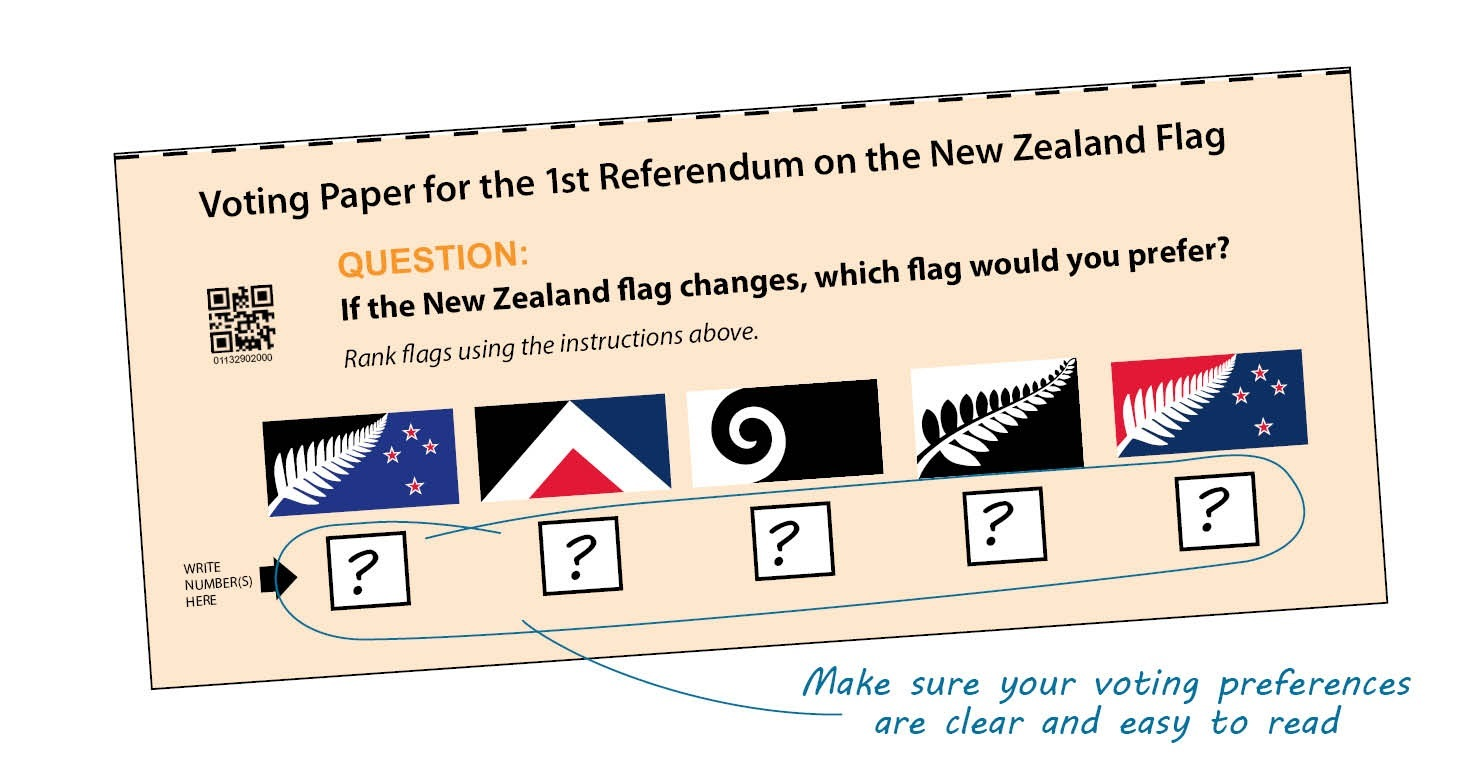
Notice du bulletin de vote du 1er référendum

La Returned Services Association (RSA, l'association des anciens combattants) s'oppose à tout changement du drapeau, arguant que le drapeau adopté en 1902 symbolise l'histoire du pays, et que c'est sous ce drapeau que les soldats néo-zélandais se sont battus - souvent côte-à-côte avec les soldats britanniques. La RSA juge ainsi particulièrement peu opportun d'initier un tel changement l'année du centenaire de la bataille des Dardanelles,,,,.

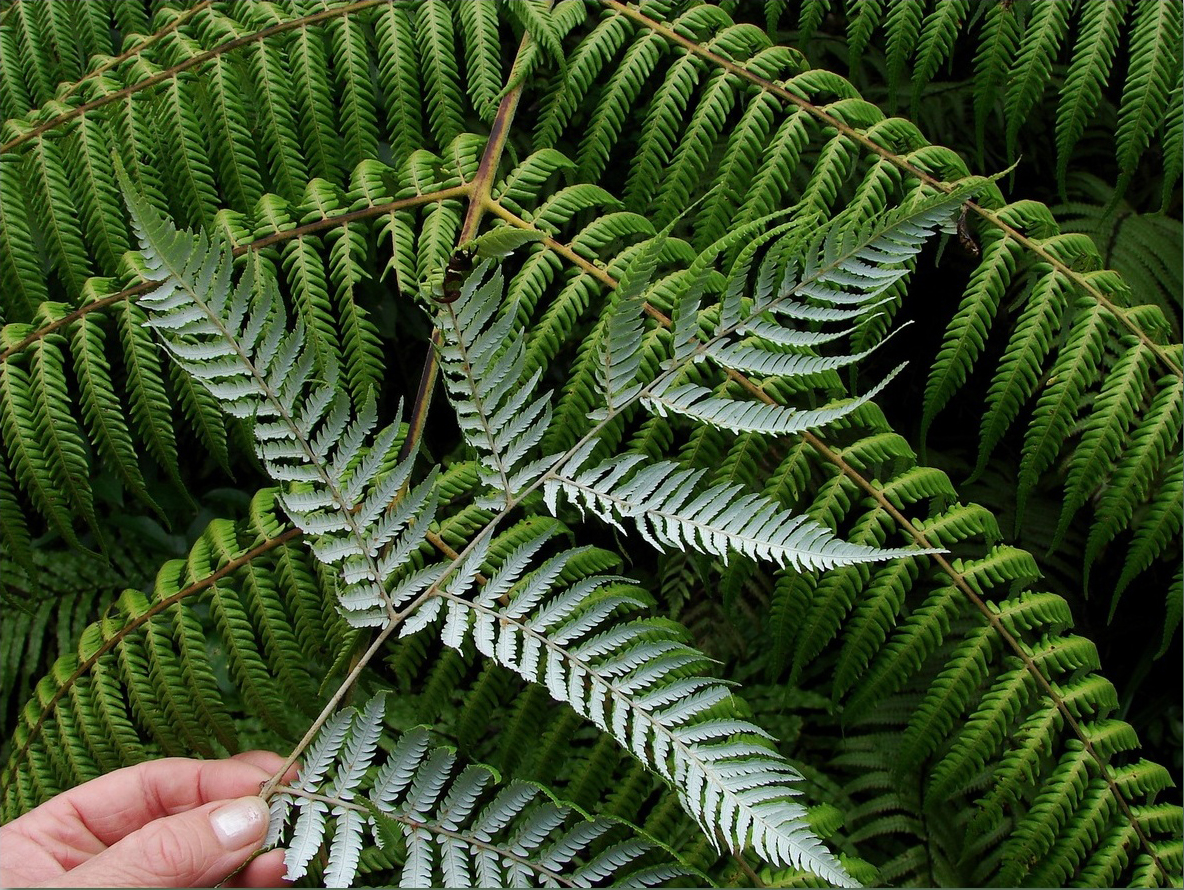
La fougère argentée, l'un des symboles nationaux de la Nouvelle-Zélande.

Au moment des élections de 2014, un sondage suggère que 52 % des Néo-Zélandais souhaitent conserver leur drapeau, tandis que 40 % seraient favorables à un changement. Un autre sondage simultané, ne tenant pas compte des indécis, indique 65 % favorables au drapeau existant, et 35 % favorables à un changement. En avril 2015, dans un contexte de commémoration à l'occasion du centenaire de la bataille des Dardanelles, 70 % des Néo-Zélandais souhaitent conserver leur drapeau, 25 % souhaitent en changer, et seuls 5 % seraient indécis. Les chiffres sont les mêmes en septembre.
Après le premier référendum, le gouvernement hisse le nouveau drapeau alternatif aux côtés du drapeau national sur environ 250 sites à travers le pays. Le gouvernement, qui appelle les citoyens à voter pour le nouveau drapeau, indique que voir celui-ci flotter déjà à travers le pays pourra aider les citoyens à effectuer leur choix.
Un sondage fin janvier 2016 indique que 61 % des Néo-Zélandais comptent voter pour garder le drapeau existant, 30 % comptent voter pour la proposition de nouveau drapeau, et 9 % sont indécis. Mi-février, ces chiffres sont respectivement de 56 % et 36 %, avec toujours 8 % d'indécis. Fin février : 63 % et 26 %. Les Néo-Zélandais âgés de 18 à 29 ans sont la catégorie d'âge la plus attachée au drapeau existant, et la plus opposée au changement (70 %), devant les 30 à 44 ans (58 %), les 45 à 59 ans (53 %), et les plus de 60 ans (53 %).

## Résultats

### Premier référendum
|                                 | Option E                        | 580 241                         | 41,64                           | 584 442                  | 42,28                    | 607 070                  | 44,33                    | 655 466   | 49,42 |  |  |  |
|                                 | Option A                        | 559 587                         | 40,15                           | 564 660                  | 40,85                    | 613 159                  | 44,77                    | 670 790   | 50,58 |  |  |  |
|                                 | Option B                        | 122 152                         | 8,77                            | 134 561                  | 9,73                     | 149 321                  | 10,90                    |           |       |  |  |  |
|                                 | Option D                        | 78 925                          | 5,66                            | 98 595                   | 7,13                     |                          |                          |           |       |  |  |  |
|                                 | Option C                        | 52 710                          | 3,78                            |                          |                          |                          |                          |           |       |  |  |  |
| Total des voix                  | Total des voix                  | 1 393 615                       | 100                             | 1 382 258                | 100                      | 1 369 550                | 100                      | 1 326 256 | 100   |  |  |  |
| Votes non-transférables cumulés | Votes non-transférables cumulés | Votes non-transférables cumulés | Votes non-transférables cumulés | 11 357                   | –                        | 24 065                   | –                        | 67 359    | –     |  |  |  |
|                                 |                                 |                                 |                                 |                          |                          |                          |                          |           |       |  |  |  |
| Votes valides                   | Votes valides                   | Votes valides                   | Votes valides                   | Votes valides            | Votes valides            | Votes valides            | Votes valides            | 1 393 615 | 90,10 |  |  |  |
| Votes invalides                 | Votes invalides                 | Votes invalides                 | Votes invalides                 | Votes invalides          | Votes invalides          | Votes invalides          | Votes invalides          | 149 747   | 9,68  |  |  |  |
| Votes blancs                    | Votes blancs                    | Votes blancs                    | Votes blancs                    | Votes blancs             | Votes blancs             | Votes blancs             | Votes blancs             | 3 372     | 0,22  |  |  |  |
| Total                           | Total                           | Total                           | Total                           | Total                    | Total                    | Total                    | Total                    | 1 546 734 | 100   |  |  |  |
| Abstention                      | Abstention                      | Abstention                      | Abstention                      | Abstention               | Abstention               | Abstention               | Abstention               | 1 623 992 | 51,22 |  |  |  |
| Inscrits / participation        | Inscrits / participation        | Inscrits / participation        | Inscrits / participation        | Inscrits / participation | Inscrits / participation | Inscrits / participation | Inscrits / participation | 3 170 726 | 48,78 |  |  |  |

### Second référendum
| Choix                  | Choix                  | Votes     | %     |
| ---------------------- | ---------------------- | --------- | ----- |
|                        | Option 1               | 921 876   | 43,27 |
|                        | Option 2               | 1 208 702 | 56,73 |
|                        |                        |           |       |
| Votes valides          | Votes valides          | 2 130 578 | 99,52 |
| Votes invalides        | Votes invalides        | 5 273     | 0,23  |
| Votes blancs           | Votes blancs           | 5 044     | 0,21  |
| Total                  | Total                  | 2 140 895 | 100   |
| Abstention             | Abstention             | 1 017 681 | 32,22 |
| Inscrits/Participation | Inscrits/Participation | 3 158 576 | 67,78 |

## Analyse et conséquences

Résultats par circonscription. En vert, les circonscriptions ayant voté majoritairement pour le changement, en rouge, celles ayant opté pour le statu quo. À gauche, les circonscriptions générales ; à droite, les circonscriptions maori.

La première phase du référendum se solde par une préférence des citoyens pour l'option A. Les électeurs ayant été invités à classer les cinq options par ordre de préférence, le décompte des voix applique la méthode du vote à second tour instantané, avec redistribution progressive des préférences exprimées. Le taux de participation est de 48,78 %. Le quatrième décompte donne une majorité pour l'option A.
Lors du second volet, les citoyens votent à 56,7 % pour conserver le drapeau existant, avec un taux de participation de 67,8 %, :